# سيرجي وينوجرادسكي
سيرجي نيكولاييفيتش وينوجرادسكي ForMemRS‏ (1 سبتمبر 1856 - 25 فبراير 1953) كان عالم أحياء دقيقة روسي، وعالم بيئة وعالم تربة، ويعد رائد مفهوم دورة الحياة.
اكتشف وينوجرادسكي أول شكل معروف للكائنات جمادية التغذية خلال بحثه مع البجياتوية في عام 1887. وذكر أن البجياتوية تؤكسد كبريتيد الهيدروجين (H2S) كمصدر للطاقة. قدم هذا البحث المثال الأول للكائنات جمادية التغذية، ولكن ليس نفس مفهوم ذاتي التغذية.
سيُظهر تقريره عن البكتيريا النتريَّة الشكل الأول المعروف للكائن الكيميائي التغذية، والذي يوضح كيف يعمل التثبيط على ثاني أكسيد الكربون (CO2) لصنع مركبات عضوية.

## روابط خارجية
- سيرجي وينوجرادسكي على موقع الموسوعة البريطانية (الإنجليزية)